# Charles Ficat
Charles Ficat est un auteur et éditeur français, né le 19 juillet 1972 à Paris.

## Publications
- Stations, une éducation intellectuelle, éditions Bartillat, 2002.
- Clément, les carnets d'un jeune homme[2], éditions Bartillat, 2003.
- D'acier et d'émeraude, Rimbaud[3], éditions Bartillat, 2004.
- La Colère d'Achille[4],[5], éditions Bartillat, 2006.